# Cultura Deverel-Rimbury
La cultura Deverel-Rimbury è il nome dato a una cultura archeologica della media età del bronzo britannica, così chiamata dal nome di due siti di tumuli nel Dorset risalenti tra il 1600 e il 1100 a.C.
Essa è caratterizzata dai cosiddetti impropriamente campi celtici, recinti per rinchiudere il bestiame e la pratica delle sepolture con cremazione in cimiteri di campi di urne o sotto bassi tumuli rotondi. Alcune cremazioni di questo periodo erano anche inserite nei tumuli preesistenti. Veniva praticato l'allevamento.
Il vasellame in ceramica prodotto dalla cultura di Deverel-Rimbury comprendeva caratteristici vasi globulari con decorazione fatta a scannellature e linee graffiate insieme a tozze urne a secchio, abbastanza spesse, con decorazione cordonata e segni di impronte digitali sugli orli. La struttura veniva temperata con silice grossolana.
Il termine è adesso normalmente usato soltanto per riferirsi ai tipi di ceramica, poiché i moderni archeologi credono che Deverel-Rimbury non rappresenti una singola cultura, ma numerose società disparate che condividevano soltanto alcune tecnologie.